# عفنة بوهيمية
عفنة بوهيمية (الاسم العلمي:Mucor bohemicus) هي نوع من الفطريات تتبع جنس العفنة من الفصيلة العفنية.